# Ramtin Parvaneh
Ramtin Parvaneh, folkbokförd Parvaneh-Taghidizag, född 12 augusti 1984, är en svensk skådespelare. 

## Biografi
Parvaneh utbildades vid Teaterhögskolan i Göteborg 2008-2011. Han har arbetat vid Angereds teater, Göteborgs stadsteater, Stockholms Stadsteater, Regionteatern Blekinge Kronoberg, Riksteatern och Borås Stadsteater

## Filmografi (urval)
- 2006 - Sanningen om Marika (TV)
- 2009 - Händelse vid bank (Kortfilm) Ruben Östlund
- 2010 - Kommissarie Winter - Vänaste land (TV)
- 2012 - Jagad vittne, Irene Huss (TV)
- 2013 - Molanders (TV)
- 2015 - Jönssonligan – Den perfekta stöten (film)

## Teater

### Roller (ej komplett)
| År   | Roll             | Produktion                                                                     | Regi                    | Teater                                         |
| ---- | ---------------- | ------------------------------------------------------------------------------ | ----------------------- | ---------------------------------------------- |
| 2006 | Mehemet          | The Mental States of Gothenburg Mattias Andersson                              | Mattias Andersson       | Angereds teater                                |
| 2007 | Kolja            | Brott och Straff                                                               | Mattias Andersson       | Backa Teater                                   |
| 2007 | Ramtin           | Dumstrut                                                                       | Lars Melin              | Backa Teater                                   |
| 2010 | Davoor           | Kontrakt Med Gud                                                               | Mattias Andersson       | Stockholms Stadsteater                         |
| 2010 | Piff             | Clownkvartetten                                                                |                         | Stockholms Stadsteater                         |
| 2012 |                  | Tresteg Stefan Johansson                                                       | Hilde Brinchmann        | Regionteatern Blekinge Kronoberg / Riksteatern |
| 2012 |                  | Utopia                                                                         | Mattias Andersson       | Backa Teater                                   |
| 2013 | Alexander        | Blood on Ice                                                                   | Malin Stenberg          | Backa Teater                                   |
| 2014 | Ramtin           | 2556 Dagar                                                                     | Johanna Larsson         | Backa Teater                                   |
| 2014 | Berättare        | Parzival                                                                       | Anders Paulin           | Backa Teater                                   |
| 2015 | Louise de Lorche | Markurells i Wadköping Hjalmar Bergman                                         | Dennis Sandin           | Göteborgs stadsteater                          |
| 2016 | Ramtin Parvaneh  | The Misfits Mattias Andersson                                                  | Mattias Andersson       | Backa Teater                                   |
| 2016 | Den Grymme       | Fursten (Il Principe) Niccolò Machiavelli                                      | Anna Sjövall            | Backa teater                                   |
| 2019 |                  | Antigone (Ἀντιγόνη) Sofokles                                                   | Kristina Hagström-Ståhl | Göteborgs stadsteater                          |
| 2019 | Monostatos       | Trollflöjten (Die Zauberflöte) Wolfgang Amadeus Mozart och Emanuel Schikaneder | Melanie Mederlind       | Göteborgs stadsteater                          |
| 2021 |                  | Tystnaden Ingmar Bergman                                                       | Bush Moukarzel          | Göteborgs stadsteater                          |